# 제주 모슬포 알뜨르비행장 일제 고사포진지
제주 모슬포 알뜨르비행장 일제 고사포진지는 대한민국 제주특별자치도 서귀포시 대정읍 상모리에 있는 일제강점기 1945년 무렵 알뜨르 비행장을 보호하기 위해 건립된 군사 시설이다. 2006년 12월 4일 대한민국의 국가등록문화재 제316호로 지정되었다.

## 개요
1945년 무렵 건립된 이 시설물은 당시 전략적으로 매우 중요하게 여겨진 알뜨르 비행장을 보호하기 위한 군사 시설이다. 1945년 무렵에 원형의 콘크리트 구조물로 구축된 고사포 진지로, 5기의 고사포 진지 중 2기는 완공되고, 나머지 3기는 미완공된 상태이다. 일제 강점기의 일본군 군사 시설의 하나로 태평양전쟁 말기, 수세에 몰린 일본이 제주도를 저항 기지로 삼고자 했던 증거를 보여주는 시설물이다.

## 같이 보기
- 제주 모슬포 알뜨르비행장 일제 지하벙커 = 등록문화재 제312호

## 참고 자료
- 제주 모슬포 알뜨르비행장 일제 고사포진지 - 국가유산청 국가유산포털